# Lioudmila Maksakova
Lioudmila Vassilievna Maksakova (russe : Людмила Васильевна Макса́кова), née le 26 septembre 1940 à Moscou, est une actrice de théâtre et cinéma soviétique puis russe.

## Biographie
Lioudmila Maksakova naît le 26 septembre 1940 à Moscou dans la famille d'artistes du Théâtre Bolchoï Alexandre Volkov et Maria Maksakova. En 1961, elle est diplômée de l'Institut d'art dramatique Boris-Chtchoukine. Après avoir obtenu son diplôme, elle integre la troupe du théâtre Vakhtangov, où se déroule toute sa carrière. Depuis les années 1970, elle enseigne l'art dramatique à l'Institut Boris-Chtchoukine.

## Récompenses
- Prix d'État de la fédération de Russie (1995), pour le spectacle Innocents coupablesd'après la pièce d'Alexandre Ostrovski
- Ordre du Mérite pour la Patrie de 4e classe (1996)
- Ordre du Mérite pour la Patrie de 3e classe (2018)

## Filmographie
- 1965 : Il était une fois un vieux et une vieille (Жили-были старик со старухой) de Grigori Tchoukhraï : Nina
- 1967 : Ton contemporain (Твой современник) de Youli Raizman : femme dans une cafétéria
- 1969 : Non justiciable (Неподсуден) de Vladimir Krasnopolski : Nadia
- 1973 : Un homme bon et mauvais (Плохой хороший человек) de Iossif Kheifitz :
- 1974 : Automne (Осень) de Andreï Smirnov : Margot
- 1979 : La Chauve-Souris (Лету́чая мышь) de Yan Frid : Rosalinde Eisenstein
- 1978 : Le Père Serge (Отец Сергий) de Igor Talankine : Daria Makovkina
- 1984 : Prokhindiada, ili Beg na meste (Прохиндиада, или Бег на месте) de Viktor Tregoubovitch : Maria Nikitichna
- 1986 : Dans la Grand-Rue avec la fanfare (По главной улице с оркестром) de Piotr Todorovski : Alla
- 1987 : Dix Petits Nègres (Десять негритят) de Stanislav Govoroukhine : Emily
- 1998 : Moumou (Му-му) de Iouri Grymov : Madame
- 2009 : Anna Karénine (Анна Каренина) de Sergueï Soloviov : comtesse Lydie Ivanovna
- 2012 : La Cuisine (Кухня) de Jora Kryjovnikov : Véra Ivanovna
- 2017 : Attraction (Притяжение) de Fiodor Bondartchouk : grand-mère